# Youxi, Ruyuan
Youxi (kinesiska: 游溪) är en köping i sydöstra Kina. Den ligger i Ruyuan autonoma härad för yao-folket i staden Shaoguan i provinsen Guangdong, omkring 200 kilometer norr om provinshuvudstaden Guangzhou. Antalet invånare är 6864. Befolkningen består av 3 360 kvinnor och 3 504 män. Barn under 15 år utgör 22,0 %, vuxna 15-64 år 68 %, och äldre över 65 år 8,0 %.